# Kalcium-hidrogén-szulfát
| Kalcium-hidrogén-szulfát                                                                                        |              |
| Kémiai azonosítók                                                                                               |              |
| PubChem | 14178442     |
| Kémiai és fizikai tulajdonságok                                                                                 |              |
| Kémiai képlet                                                                                                   | H2CaO8S2     |
| Moláris tömeg                                                                                                   | 234,22 g/mol |
| Ha másként nem jelöljük, az adatok az anyag standardállapotára (100 kPa) és 25 °C-os hőmérsékletre vonatkoznak. |              |

A kalcium-hidrogén-szulfát, más nevén kalcium-biszulfát a kalcium kénsavval alkotott savanyú sója.

## Előállítása
Előállítható kalcium-szulfát és kénsav reakciójával:[forrás?]
CaSO4+H2SO4=Ca(HSO4)2

## Kémiai tulajdonságok
A kalcium-biszulfát reagál szódával, ekkor nátrium-hidrogén-szulfát és kalcium-karbonát keletkezik, az utóbbi csapadékként. A reakció:[forrás?]
Na2CO3+Ca(HSO4)2=CaCO3+2NaHSO4
Nátrium-szulfáttal reagál, ekkor nátrium-hidrogén-szulfát keletkezik és kalcium-szulfát, az utóbbi csapadékként. A reakció:[forrás?]
Ca(HSO4)2+Na2SO4=CaSO4+2NaHSO4